# Echium velutinum
Echium velutinum là loài thực vật có hoa trong họ Mồ hôi. Loài này được Coincy mô tả khoa học đầu tiên năm 1900.